# シダルカ・ヌネス
シダルカ・デロスミラグロス・ヌネス（Sidarka de los Milagros Núñez、1984年6月25日 - ）は、ドミニカ共和国の元女子バレーボール選手。元ドミニカ共和国代表。

## 来歴
サントドミンゴ出身。
2002年、ドミニカ共和国ナショナルチーム代表に選出。
2007年、上尾メディックスに入団し、チャレンジリーグで活躍した。
2008年9月、日立佐和リヴァーレに入団、2009年に退団した。

## 球歴
- 2005年　ワールドグランプリ　11位
- 2005年　北中米選手権　3位
- 2006年　世界選手権　17位
- 2006年　ワールドグランプリ　8位
- 2007年　ワールドグランプリ　11位
- 2007年　北中米選手権 3位
- 2007年　ワールドカップ　9位
- 2008年　北京五輪世界最終予選　4位
- 2008年　パンアメリカン選手権　優勝 (MVP)
- 2010年　パンアメリカン選手権　優勝
- 2010年　ワールドグランプリ　8位
- 2010年　世界選手権　17位

## 所属クラブ
- Liga Juan Guzman（1997–1999年）
- Naco（2000年）
- Deportivo Nacional（2001年）
- Los Prados（2002年）
- Bameso（2004年）
- Liga Juan Guzman（2005年）
- 上尾メディックス（2007–2008年）
- Deportivo Nacional（2008年）
- 日立佐和リヴァーレ（2008–2009年）
- Mirador（2010年）
- Indias de Mayagüez（2011年）
- Universidad César Vallejo（2012-2015年）
- Club Malanga（2015-2017年）
- Rebaza Acosta（2017-2018年）
- Caribeñas Volleyball Club（2018-2019年、2021-2022年）